# Dolní Bousov
Dolní Bousov (deutsch Nieder Bausow, früher Unter Bautzen) ist eine Stadt in Tschechien. Sie liegt sechzehn Kilometer östlich des Stadtzentrums von Mladá Boleslav und gehört zum Okres Mladá Boleslav.

## Geographie
Dolní Bousov befindet sich südlich des Böhmischen Paradieses im Jičíner Hügelland am Fluss Klenice. In der Stadt kreuzen sich die Eisenbahnstrecken Kopidlno–Bakov nad Jizerou und Mladá Boleslav–Stará Paka. Nördlich von Dolní Bousov liegt der See Červenský rybník.
Nachbarorte sind Horní Bousov, Ošťovice und Osek im Norden, Sobotka, Matice, Kdanice und Trní im Nordosten, Zahrádky und Spařence im Osten, Skuřina und Zelenecká Lhota im Südosten, Vlčí Pole im Süden, Řitonice, Skyšice und Dlouhá Lhota im Südwesten, Svobotín und Rohatsko im Westen sowie Obruby und Přepeře im Nordwesten.

## Geschichte
Archäologische Funde auf dem Stadtgebiet belegen eine Besiedlung in der Jung- und Spätsteinzeit sowie Bronzezeit. Während der Eisenzeit siedelten hier Markomannen und seit dem 8. Jahrhundert Slawen.
Die erste urkundliche Erwähnung von Búsovec erfolgte 1318 als Besitz des Ctibor von Búsovec. Ihm folgte 1330 Bús von Bousov, der hier eine Feste errichtete. 1385 gehörte das Dorf und die Feste Jan von Michalovice. Später erwarb Aleš Škopek von Dubá die Herrschaft. Er verkaufte sie 1404 an Kuneš Kozojedský von Kozojedy. In den Hussitenkriegen erlosch die Feste, ihr Standort war hinter dem Pfarrhaus. 1446 wurde Bousov an die Burgherrschaft Kost angeschlossen. Um 1497 wurde Bousov zur Minderstadt erhoben. Unter den Herren von Lobkowicz gedieh Bousov am Ende des 16. Jahrhunderts zur Blüte. Im Jahre 1600 verlieh Rudolf II. Bousov die Stadtrechte und die Privilegien zur Führung eines Wappens und Verwendung eines grünen Siegels. Im 17. Jahrhundert erwarben die Czernin von Chudenitz die Herrschaft. Nach dem Dreißigjährigen Kriege erweiterten sie die städtischen Privilegien und in Bousov wurden sechs Jahrmärkte abgehalten. In dieser Zeit wurden 30 Fischteiche angelegt, die der Stadt den Namen Bousov auf der Insel einbrachten. Zudem florierte das Handwerk, die Meister gehörten den Zünften im benachbarten Sobotka an. Bis 1848 verblieb Bousov Teil der Herrschaft Kost.
Nach der Aufhebung der Patrimonialherrschaften bildete Bousov ab 1850 eine Stadtgemeinde im Bezirk Jitschin. In der zweiten Hälfte des 19. Jahrhunderts entwickelte sich die Stadt zum wirtschaftlichen Zentrum des Gerichtsbezirkes Sobotka. Es entstand u. a. eine große Zuckerfabrik, neben der eine Arbeiterkolonie angelegt wurde. 1870 wurde die Eisenbahnstrecke Kopidlno–Bakov nad Jizerou eingeweiht und 1906 die von Mladá Boleslav nach Stará Paka. Ab 1878 wurde Name Dolní Bousov amtlich verwendet.
Nach dem Zweiten Weltkrieg kam Dolní Bousov zum Okres Mnichovo Hradiště und seit 1961 gehört die Stadt zum Okres Mladá Boleslav.
Nach der Betriebseinstellung der Zuckerfabrik entstanden auf dem Werksgelände die Unternehmen Strojtex und Technolen sowie ein Reparaturbetrieb der Armee. Im Norden der Stadt wurde eine Kaserne errichtet.

## Gemeindegliederung
Die Stadt Dolní Bousov besteht aus den Ortsteilen Bechov (Bechow), Dolní Bousov (Nieder Bausow), Horní Bousov (Ober Bausow), Ošťovice (Woschtowitz), Střehom (Strehom), Svobodín (Freidorf) und Vlčí Pole (Wischopol) sowie den Ortslagen Zahumenní Lhota (Lhota Zahumni) und Zahrádky (Zahradka).

## Sehenswürdigkeiten

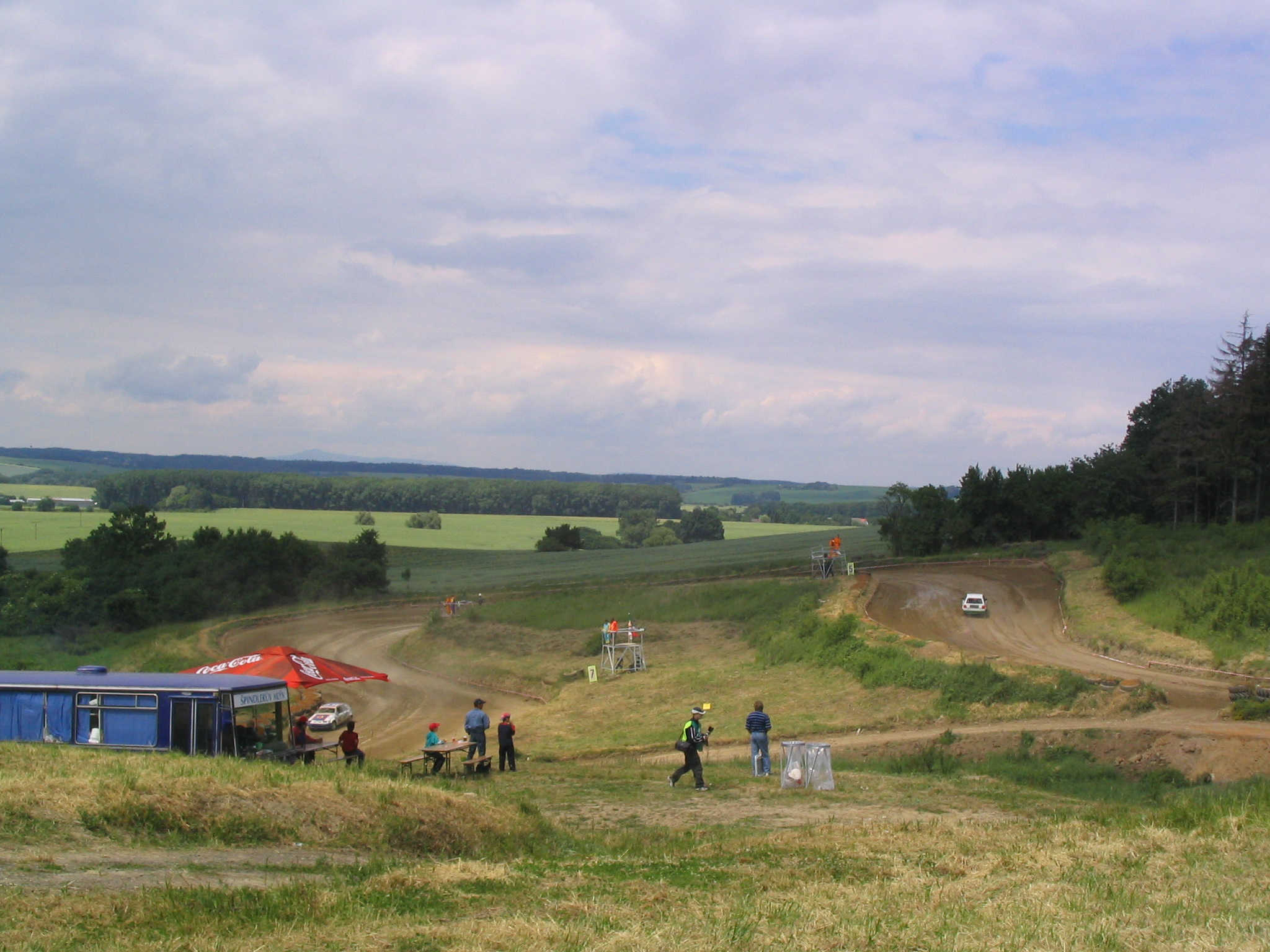
Autocross-Strecke Rachvala in Dolní Bousov

- Schloss Vlčí Pole, erbaut 1623 an Stelle einer Feste, 1683 wurde das Renaissanceschlösschen barockisiert
- Kirche St. Katharina, Barockbau aus den Jahren 1759–1760
- barocke Mariensäule
- Rathaus, im Empirestil
- Nahe der Stadt liegt die Rennpiste Rachvala, auf der seit 1968 Autocross-Rennen veranstaltet werden. Seit 1977 finden hier auch internationale Autocross-Meisterschaften statt.

## Söhne und Töchter der Stadt
- Eugen Wratislaw von Mitrowitz (1786–1867), österreichischer General, geboren auf Schloss Wischopol